# Gare de Novéant
La gare de Novéant est une gare ferroviaire française de la ligne de Lérouville à Metz-Ville, située sur le territoire de la commune de Novéant, dans le département de la Moselle en région Grand Est.
Elle est mise en service en 1850 par la Compagnie du chemin de fer de Paris à Strasbourg qui devient la Compagnie des chemins de fer de l'Est en 1854. C'est une halte ferroviaire de la Société nationale des chemins de fer français (SNCF) desservie par des trains TER Grand Est.

## Situation ferroviaire
Établie à 176 mètres d'altitude, la gare de bifurcation de Novéant est située au point kilométrique (PK) 339,631 de la ligne de Lérouville à Metz-Ville, entre les gares ouvertes d'Onville, s'intercale la gare fermée d'Arnaville, et d'Ancy-sur-Moselle. Elle est également l'aboutissement de la ligne de Frouard à Novéant, après la gare ouverte de Pagny-sur-Moselle.

## Histoire
La « station de Novéant » est mise en service le 10 juillet 1850 par la Compagnie du chemin de fer de Paris à Strasbourg, lorsqu'elle ouvre à l'exploitation la ligne de Nancy à Metz, par Frouard (ligne de Frouard à la frontière de Prusse), entre les stations de Pagny et Ars.
Le premier bâtiment voyageurs (BV), dû à Léon Charles Grillot, avait un corps central sous bâtière transversale et deux ailes latérales,. Il a été démoli avant 1918 et remplacé par un grand bâtiment au style moderne d'influence allemande qui se singularise par l'emploi d'un fronton s'appuyant sur deux colonnes grecques. Le bâtiment de la gare de Strasbourg-Cronenbourg possède quelques points communs. La salle d'attente de 3e classe servira d'hôpital de transit pendant la Première guerre mondiale.

## Fréquentation
De 2015 à 2024, selon les estimations de la SNCF, la fréquentation annuelle de la gare s'élève aux nombres indiqués dans le tableau ci-dessous.
| Année                      | 2015    | 2016    | 2017    | 2018    | 2019    | 2020    | 2021    | 2022    | 2023    | 2024    |
| -------------------------- | ------- | ------- | ------- | ------- | ------- | ------- | ------- | ------- | ------- | ------- |
| Voyageurs                  | 121 960 | 118 501 | 118 605 | 110 310 | 126 279 | 99 235  | 121 821 | 133 565 | 145 849 | 144 170 |
| Voyageurs et non voyageurs | 152 450 | 148 127 | 148 257 | 137 888 | 157 849 | 123 981 | 152 276 | 166 956 | 182 311 | 180 213 |

## Service des voyageurs

### Accueil
Halte SNCF, c'est un point d'arrêt non géré (PANG) à accès libre. Elle est équipée d'automates pour l'achat de titres de transport.
Un passage souterrain permet la traversée des voies et le passage d'un quai à l'autre

### Desserte
Novéant est desservie par les trains TER Grand Est qui effectuent des missions entre les gares de Nancy-Ville et de Metz-Ville, ou de Luxembourg.

### Intermodalité
Un parking pour les véhicules y est aménagé.